# Peel Inlet
Peel Inlet är en lagun i Australien. Den ligger i delstaten Western Australia, omkring 71 kilometer söder om delstatshuvudstaden Perth.
Runt Peel Inlet är det mycket glesbefolkat, med 5 invånare per kvadratkilometer. Genomsnittlig årsnederbörd är 1 043 millimeter. Den regnigaste månaden är maj, med i genomsnitt 187 mm nederbörd, och den torraste är februari, med 6 mm nederbörd.